# Plectreurys misteca
Plectreurys misteca är en spindelart som beskrevs av Willis J. Gertsch 1958. Plectreurys misteca ingår i släktet Plectreurys och familjen Plectreuridae. Inga underarter finns listade i Catalogue of Life.